# Shimoga (huyện)
Huyện Shimoga là một huyện thuộc bang Karnataka, Ấn Độ. Thủ phủ huyện Shimoga đóng ở Shimoga. Huyện Shimoga có diện tích 8495 ki lô mét vuông. Đến thời điểm năm 2001, huyện Shimoga có dân số 1639595 người.